# George Keyt
George Keyt (Kandy, 17 aprile 1901 – Colombo, 31 luglio 1993) è stato un pittore singalese, uno dei più importanti del suo Paese nel XX secolo.

## Biografia
Keyt fu un pittore di nascita singalese di lontane origini olandesi, ma molto vicino al percorso artistico indiano, per caratteristiche, tematiche, stile.
Studiò al Trinity College di Kandy, dove è stato attratto dal Buddhismo e dall'Induismo.
Nel 1939, si trasferì in India, dove venne a contatto con la cultura locale.
Si formò artisticamente come autodidatta, dimostrando una certa autonomia da ogni tradizione formale, ed evidenziando il proposito di saldare, con spirito critico, l'estetica occidentale con quella orientale, soprattutto con elementi religiosi indù e buddhisti.
Se ai suoi esordi Keyt si avvicinò per qualche elemento, a Picasso, a Matisse, a Braque, al cubismo e al fauvismo, in seguito, dagli anni trenta, cercò di seguire un percorso di aggiornamento stilistico che produsse uno stile personale e originale.
Tra le caratteristiche principali delle sue opere, emersero un certo astrattismo prospettico, una emotività intellettualistica intrisa di riferimenti induisti e buddhisti, la ricerca di effetti lineari, la pennellata energica e ampia, la plasticità cromatica, il disegno a linee e piani intersecanti.
I grandi occhi a mandorla dei suoi soggetti rappresentarono, probabilmente, la sua firma stilistica più significativa.
Tra le sue opere principali si possono menzionare: La toilette, Donna con covone, Donna con uccello, Meditazione.
Keyt si distinse anche come pittore paesaggista, mettendo in risalto le bellezze della natura.
A Borella, quartiere di Colombo, nel 1940 ultimò alcune pitture murali raffiguranti la vita e i tempi del Gautama Vihara.
Dopo essere tornato in Sri Lanka, nel 1943 Keyt divenne membro del "Gruppo 43", che cercò di avvicinare la spiritualità indù allo stile moderno, rinunciando all'accademismo delle scuole tradizionali. Tra i principali esponenti del "Gruppo 43", oltre a Keyt, si ricordano i pittori cingalesi Ivan Peries e Harold Peiris.
Negli anni quaranta, inoltre, realizzò la sua famosa traduzione del classico sanscrito la Gita Govinda di Jayadeva.
Dal secondo dopoguerra Keyt si dedicò alla raffigurazione di canti e danze devozionali, espressi con originalità, con sensualità, lirismo e sensibilità poetica.
Durante la fine degli anni ottanta, l'artista e alcuni dei suoi ammiratori fondarono la George Keyt Foundation.
Oltre a dipingere, Keyt si dedicò alle poesie scritte in inglese, si convertì al buddhismo da giovane e si sposò tre volte: dapprima con Gladys Ruth Jansz nel 1930, con la quale ebbe due figlie; dopo una decina di anni sposò Pilawela Menike e anche con lei ebbe due figli; il suo terzo e ultimo matrimonio fu nel 1973 con Kusum Narayan, incontrata in India.
Durante un suo soggiorno londinese, nel 1978, oltre a visitare musei e gallerie d'arte, andò a Stratford-upon-Avon per vedere la casa natale di William Shakespeare, e successivamente anche quella di Charles Dickens.
Le principali mostre di Keyt si sono svolte a Mumbai, Nuova Delhi, Colombo, Londra, Rotterdam,
e oggi le sue opere sono conservate al Victoria and Albert Museum di Londra e alla National Gallery of Modern Art di New Delhi.
Durante la sua carriera, Keyt ricevette numerosi premi e riconoscimenti, tra i quali nel 1970 l'Award for Services to the Nation in the Field of Art dalla Ceylon Society of Art.